# Zuid-Aziatische voetbalbond
De Zuid-Aziatische voetbalbond is een voetbalbond voor Zuid-Aziatische landen. De afkorting van deze voetbalbond is SAFF (South Asian Football Federation). De bond organiseert verschillende toernooien. Het hoofdkantoor staat in Dhaka, de hoofdstad van Bangladesh.

## Leden
Bij de start in 1997 waren er 6 landen lid van de organisatie. Bhutan kwam daar vanaf 2000 bij. Afghanistan was lid tussen 2005 en 2015, maar werd daarna lid van de CAFA.
| Land             | Lid vanaf | Nationale bond                 |
| ---------------- | --------- | ------------------------------ |
| Bangladesh       | 1997      | Bangladesh Football Federation |
| Bhutan           | 2000      | Bhutan Football Federation     |
| India            | 1997      | Indiase voetbalbond            |
| Malediven        | 1997      | Maldivisch voetbalbond         |
| Nepal            | 1997      | Nepalese voetbalbond           |
| Sri Lanka        | 1997      | Sri Lankaanse voetbalbond      |
| Pakistan         | 1997      | Pakistaanse voetbalbond        |
| Voormalige leden |           |                                |
| Afghanistan      | 2005–2015 | Afghaanse voetbalbond          |

## Voorzitters
| Voorzitter       | Periode    |
| ---------------- | ---------- |
| P. P. Lakshmanan | 1997–2001  |
| Ganesh Thapa     | 2001–2009  |
| Kazi Salahuddin  | 2009–heden |

## Toernooien
- Zuid-Aziatisch kampioenschap voetbal, een toernooi voor de nationale mannenelftallen.
- Het voetbaltoernooi op de Zuid-Aziatische Spelen, een toernooi dat deel uitmaakt van een groter toernooi. Er is zowel een mannen- als een vrouwentoernooi.
- Zuid-Aziatisch kampioenschap voetbal onder 18, een toernooi voor de nationale mannenelftallen onder de 18 jaar.
- Zuid-Aziatisch kampioenschap voetbal onder 15, een toernooi voor de nationale mannenelftallen onder de 15 jaar.
- Zuid-Aziatisch kampioenschap voetbal vrouwen onder 18, een toernooi voor de nationale vrouwenelftallen onder de 18 jaar.
- Zuid-Aziatisch kampioenschap voetbal vrouwen onder 15, een toernooi voor de nationale vrouwenelftallen onder de 15 jaar.